# Risåstjärnen (Storsjö socken, Härjedalen, 697341-136823)
Risåstjärnen är en sjö i Bergs kommun i Härjedalen och ingår i Ljungans huvudavrinningsområde.